# Sengouagnet
Sengouagnet é uma comuna francesa na região administrativa de Occitânia, no departamento de Alta Garona. Estende-se por uma área de 18,60 km². Em 2010 a comuna tinha 212 habitantes (densidade: 11,4 hab./km²).